# Anetanthus gracilis
Anetanthus gracilis là một loài thực vật có hoa trong họ Tai voi. Loài này được Hiern mô tả khoa học đầu tiên năm 1877.